# در چشم باد
در چشم باد یک مجموعهٔ تلویزیونی ایرانی به کارگردانی و نویسندگی مسعود جعفری جوزانی در ژانر تاریخی حماسی خانوادگی است که از ۵ تیر ۱۳۸۸ تا ۲۸ خرداد ۱۳۸۹ از شبکه یک سیما پخش شده است. این مجموعه یکی از بهترین و ماندگارترین سریال‌های تاریخ تلویزیون ایران و در زمرهٔ سریال‌های الف ویژه به‌شمار می‌رود.
در چشم باد به وقایع سیاسی و اجتماعی سه بخش از تاریخ ایران در سال‌های ۱۳۰۰، ۱۳۲۰ و ۱۳۶۰ در بستر زندگی فردی به نام بیژن ایرانی می‌پردازد، که بخش اول، دورهٔ قیام جنگل و آغاز زمامداری رضا شاه پهلوی، بخش دوم، جنگ جهانی دوم و بخش سوم، بعد از انقلاب ۱۳۵۷ و جنگ ایران و عراق را در بر می‌گیرد.
تولید این مجموعه توسط مرکز سیمافیلم انجام شده است و فیلمبرداری آن که از مهر ۱۳۸۲ در لوکیشنی واقع در شمال ایران آغاز شده بود، ۵ سال به طول انجامید و اواخر ۱۳۸۷ به پایان رسید.

## دربارهٔ مجموعه
مجموعه تلویزیونی در چشم باد به تهیه‌کنندگی مسعود جعفری‌جوزانی و عباس اکبری در ۴۴ قسمت ۵۰ دقیقه‌ای برای پخش از شبکه اول سیما تهیه و تولید شد. فیلم‌نامه این سریال که در زمره سریال‌های «الف» سیما به‌شمار می‌رود، توسط «مسعود جعفری جوزانی» در مدت دو سال نوشته شده است.
در این پروژه که موسیقی آن را حسین علیزاده ساخته، بازیگرانی چون پارسا پیروزفر، اکبر عبدی، کامبیز دیرباز، سعید نیک‌پور، سحر جعفری جوزانی، فریبا متخصص، لاله اسکندری، ستاره صفرآوه، رضا شفیعی‌جم، فخرالدین صدیق‌شریف، جهانگیر الماسی، محمود پاک نیت، مصطفی زمانی، محمدرضا هدایتی، هومن سیدی و… ایفای نقش کرده‌اند.
ساخت این سریال یکی از بزرگ‌ترین پروژه‌های سریال‌سازی در تلویزیون است که برای ساخت آن از ۴۸۰ لوکیشن استفاده شده و به بیش از ۱۰ شهرستان و استان دیگر و همچنین به کشور آمریکا سفر شده است.
مدیریت تیم کارگردانی و برنامه‌ریزی پروژه و دستیار اول کارگردانی بر عهده رضا جعفری جوزانی بوده که فیلم دریاچه ارواح از آثار او می‌باشد.
هزینه تولید سریال نزدیک به ۱۲ میلیارد تومان برآورد شده است که جزو پر هزینه‌ترین سریال‌های تلویزیون لقب گرفته.

## داستان
«در چشم باد» قصه زندگی فردی به نام بیژن ایرانی و خانواده اوست که رویدادها و لحظات تلخ و شیرین زندگی‌شان از دوره قیام میرزا کوچک خان جنگلی تا آزادسازی خرمشهر در آن به تصویر کشیده می‌شود، قصه از زمانی آغاز می‌شود که میرزا کوچک خان جنگلی، در گیلان علیه استعمار ایران توسط انگلیس قیام می‌کند و با این اقدام دوران پر حادثه تاریخ معاصر ایران آغاز می‌شود که سه دوره تاریخ ایران را بازگو می‌کند (قاجار، پهلوی، جمهوری اسلامی).

## بازیگران
| بازیگر               | نقش                                                              | توضیحات |
| -------------------- | ---------------------------------------------------------------- | --- |
| پارسا پیروزفر        | بیژن ایرانی                                                      | پسر میرزا حسن و گل‌نساء، همسر لیلی، پدر عباس، برادر نادر و اسد و فاطمه، برادرزاده عباس ستوان نیروی هوایی ارتش رضاشاه و بعداً پزشک، نقش اول و محوری داستان نامزد سابق ایران نخجوان |
| ستاره صفرآوه         | لیلی                                                             | دختر مه‌لقا و حسام آقا، همسر بیژن، مادر عباس |
| سعید نیک‌پور          | میرزا حسن ایرانی                                                 | همسر گل‌نساء، پدر بیژن و نادر و اسد و فاطمه، پسر آقابزرگ، برادر عباس |
| ماه‌چهره خلیلی        | گل‌نساء ایرانی                                                    | همسر میرزا حسن، مادر بیژن و نادر و اسد و فاطمه |
| کامبیز دیرباز        | نادر ایرانی                                                      | پسر میرزا حسن و گل‌نساء، برادر بیژن و اسد و فاطمه و همسر فخرالسادات، نوه آقا بزرگ، برادرزاده عباس و یک تاجر، نامزد ماه‌طلعت و فرنگیس                                              |
| حبیب‌الله عبدالرزاق   | حسام آقا                                                         | همسر مه‌لقا، پدر لیلی، دوست میرزا حسن |
| سحر جعفری جوزانی     | ایران نخجوان                                                     | نامزد سابق بیژن و دختر احمد نخجوان |
| لطافت یوسفی          | مه‌لقا                                                            | همسر حسام آقا، مادر لیلی |
| آرش تاج              | آقابزرگ                                                          | پدر میرزا حسن و عباس، پدربزرگ بیژن و نادر و اسد و فاطمه |
| جلال پیشوائیان       | سرتیپ احمد خسروانی                                               | فرمانده نیروی هوایی شاهنشاهی ایران |
| لاله اسکندری         | فخرُالسادات سنگلجی                                                | همسر اسد و بعداً همسر نادر، دختر حاج قاسم و کبری خانم |
| طناز طباطبایی        | فرنگیس                                                           | نامزد نادر |
| اکبر عبدی            | حسن آقا حسینی‌قشنگه                                               | پسر تاج خانم، همسایه و دوست خانوادگی خانواده ایرانی |
| فخرالدین صدیق‌شریف    | حاج قاسم سنگلجی فصل                                              | دوست میرزا حسن، پدر فخرالسادات، همسر کبری خانم |
| جهانگیر الماسی       | سرگرد اسفندیاری                                                  | سرگرد شهربانی در زمان رضاشاه |
| محمدرضا هدایتی       | محمود دژگیر فصل                                                  | افسر نیروی دریایی ارتش رضاشاه، همسر فاطمه، داماد میرزا حسن، روزنامه‌نگار |
| رضا شفیعی‌جم          | رضاقلی خان                                                       | دوست و همکار نادر |
| گلاره عباسی          | فاطمه ایرانی                                                     | دختر میرزا حسن و گل‌نساء، همسر محمود دژگیر، مادر شقایق |
| فریبا متخصص          | کبری خانم                                                        | همسر حاج قاسم، مادر فخرالسادات |
| مهدی کاسه‌ساز         | اسد ایرانی                                                       | پسر میرزا حسن و گل‌نساء، برادر نادر بیژن و فاطمه، همسر اول فخرالسادات |
| محمد برسوزیان        | خالو کریم                                                        | از یاران میرزا کوچک‌خان |
| هومن سیدی            | محمد جلیل‌نژاد                                                    | سرباز جبهه |
| محمدعلی نجفی         | دکتر                                                             | دکتر معالج میرزا حسن در شمال |
| سام درخشانی          | حسین طاهری                                                       | مامور، سرباز و دوست بیژن در جبهه |
| سعید راد             | رضاشاه                                                           | شاه ایران |
| مصطفی زمانی          | عباس ایرانی                                                      | پسر بیژن و لیلی |
| سیما تیرانداز        | شقایق دژگیر                                                      | خواهرزاده بیژن، دختر فاطمه و محمود دژگیر |
| مجید جوزانی          | حسن باقری                                                        | فرمانده قرارگاه نصر در عملیات بیت‌المقدس |
| هادی کاظمی           | ابوالفضل                                                         | مسئول هتل |
| محمود استادمحمد      | یدالله سیاه، یدی یه گوش                                          | رقیب عمو بینظر و زیر دست نیروهای شوروی |
| ابراهیم‌آبادی         | ناخدا                                                            | ناخدای پایگاه دریایی بندرانزلی |
| ارسلان قاسمی         | کودکی بیژن                                                       | |
| بیتا توکلی           | کودکی لیلی                                                       | |
| پوریا پوربهرامی      | کودکی نادر                                                       | |
| سپنتا جعفری جوزانی   | کودکی حسن آقا حسینی‌قشنگه                                         | |
| وطن صفراُف            | ورتلوگن                                                          | فرمانده روسی (روسیه بلشویکی) |
| قربان صابر           | لواکوی خبیث                                                      | |
| پرویز بزرگی          | گروهبان روس (روسیه بلشویکی)                                      | از فرماندهان نیروهای ارتش شوروی |
| عاطفه صرفه‌جو         |                                                                  | |
| نیوشا ضیغمی          | رعنا                                                             | همسر عباس |
| بهنام وارسته         | عباس ایرانی                                                      | عموی بیژن و نادر و فاطمه، بردار کوچکتر میرزا حسن، همسر رعنا |
| هاشم روحانی          | تقی آژان                                                         | آژان دوره رضاشاه |
| فرهاد بشارتی         | شعبون                                                            | نوچه حسن آقا حسینی‌قشنگه |
| حمیدرضا هدایتی       | سرلشکر احمد نخجوان                                               | فرمانده نیروی هوایی شاهنشاهی ایران و کفیل وزارت جنگ |
| محمد ولایتی          | اسمال دستمالی                                                    | نوچه حسن آقا حسینی‌قشنگه |
| شهرام قائدی          | غفور                                                             | راننده بیژن در ایران |
| محمود پاک‌نیت         | بشیر                                                             | راننده جبهه |
| مهدی باقربیگی        | بسیجی اصفهانی                                                    | |
| فتح‌الله جعفری جوزانی | دکتر طبیب                                                        | |
| مهدی فقیه            | اعلامیه‌خوان حکومت در بندرانزلی                                   | |
| اکبر رحمتی           | سلمانی در بندرانزلی                                              | |
| احمد رمضان‌زاده       | خالو قربان                                                       | از مخالفان میرزا کوچک‌خان |
| زویا امامی           | تاج خانم                                                         | مادر حسن آقا حسینی‌قشنگه |
| مجید گیاهچی          | میرزا کوچک خان جنگلی                                             | |
| اکبر سنگی            | دو نقش: یکی راپورت چی در کاروانسرا؛ و نقش دیگر سروان یداله امینی | رئیس شعبه اطلاعات هنگ نیروی هوایی در ارتش رضاشاه فصل |
| شروین نجفیان         | پنجعلی                                                           | لات، کمک‌کننده به میرزا حسن و حسام آقا، دوست حاج قاسم و حسن‌آقا حسینی قشنگه |
| زهیر یاری            | رامیار سرخابی                                                    | دانشجوی پزشکی |
| فرخ نعمتی            | سرگرد مصطفوی                                                     | فرمانده پادگان هوایی قلعه مرغی |
| هوشنگ دیبائیان       | مأمور نظمیه                                                      | در اواخر دوران احمدشاه بود |
| اکبر قدمی            | دریادار غلامعلی بایَندُر                                           | فرمانده نیروی دریایی شاهنشاهی ایران |
| پرویز شفیع‌زاده       | تیمسار ارتش رضاشاه                                               | |
| سیروس میمنت          | ستوان                                                            | ستوان شهربانی در زمان رضاشاه |
| مسعود سخایی          | ناوسروان یداله بایَندُر                                            | افسر نیروی دریایی شاهنشاهی ایران |
| عسگر قدس             | یکی از اعیان در اواخر دوران احمدشاه                              | |
| باقر صحرارودی        | یدالله                                                           | خدمتکار رضاشاه |
| مهران مدیری          | دوبله به جای بازیگر نقش محمدعلی فروغی                            | |
| کامران فیوضات        | سخنران مجنون حال                                                 | |
| رحمان مقدم           | تیمسار ارتش رضاشاه                                               | |
| احمد ایراندوست       | تماشاچی قلدر در سالن سینما                                       | |
| جواد پورحیدری        | صادق هدایت                                                       | |

## تهیه و تولید
مجموعه تلویزیونی «در چشم باد» به تهیه‌کنندگی «رضا انصاریان» و با مدیریت تولید «محمود خسروی» و «سید جلال نیایی» آغاز شد و بعد از چند ماه «حبیب‌الله کاسه‌ساز» جایگزین وی شد. پس از ۲ سال تهیه‌کنندگی به «مسعود جعفری‌جوزانی» و «عباس اکبری» واگذار شد.
کل این اثر حدود ۲۵۰۰ دقیقه زمان دارد که حدود نیمی از آن در زمان تهیه‌کنندگی انصاریان و کاسه‌ساز فیلمبرداری شده و۵۰ درصد بقیه زمان تهیه‌کنندگی جوزانی و اکبری فیض‌آبادی به تصویر کشیده شده است.
فیلمبرداری سریال را «علیرضا زرین‌دست» آغاز کرد، اما او اواخر سال ۸۲ از گروه رفت و «حسن پویا» به مدت یک ماه، جای او را به عنوان مدیر فیلمبرداری گرفت و بعد از آن فیلمبرداری به «امیر کریمی» سپرده شد که او کار را به پایان رساند.
بازسازی خیابان‌های طالقانی، لاله‌زار و پامنار برای گرفتن سکانسهای مربوط به سال‌های ۶۰ و ۶۱ در محل خود خیابان‌ها بازسازی شد و بازسازی مسجد خرمشهر حدود ۸ ماه طول کشید که این بازسازی هم در خود مسجد اصلی انجام شد. شهرک غزالی لوکیشن اصلی فاز دوم سریال بوده است.
فاز سوم این سریال که مربوط به جنگ ایران و عراق بود در شهرک سینمائی دفاع مقدس حوالی تهران و شهرستان خرمشهر در سال ۸۶ تا ۸۷ فیلمبرداری شد. در این فاز طراح چهره پردازی: سعید ملکان، طراح صحنه و لباس: مجید میرفخرایی، دستیار کارگردان: احمد رمضان زاده و مدیرتولید بخش جنگ: سید علی قائم مقامی بودند.

## جوایز

### دوازدهمین دوره جشن حافظ
| قسمت                             | نامزد                                                | نتیجه    |
| -------------------------------- | ---------------------------------------------------- | -------- |
| بهترین مجموعه تلویزیونی          | مسعود جعفری جوزانی و حبیب‌الله کاسه‌ساز و رضا انصاریان | نامزدشده |
| بهترین کارگردانی تلویزیونی       | مسعود جعفری جوزانی                                   | برنده    |
| بهترین فیلم‌نامه تلویزیونی        | مسعود جعفری جوزانی                                   | نامزدشده |
| بهترین بازیگر مرد درام تلویزیونی | پارسا پیروزفر                                        | نامزدشده |
| بهترین بازیگر زن درام تلویزیونی  | ستاره صفرآوه                                         | نامزدشده |

## موسیقی سریال
موسیقی متن در چشم باد توسط حسین علیزاده ساخته شده است. ساخت موسیقی برای سریال در چشم باد دومین تجربه شخصی علیزاده در حوزه ساخت موسیقی برای سریال پس از مجموعه تلویزیونی زیر تیغ است.
علیزاده با بهره‌گیری از موسیقی دوره‌های گوناگون تاریخی سریال، و بهره‌گیری از عناصر و نمادهای جغرافیایی و تاریخی و با توجه به تسلط بر ردیف دستگاهی از فضا و حجم موسیقی ایرانی برای ساخت موسیقی این سریال بهره گرفته است.
موسیقی این سریال در زمستان ۱۳۹۱ در قالب آلبوم شامل ۲۳ قطعه منتشر شد و با تأخیری چند ماهه در بهار ۱۳۹۲ به صورت گسترده توسط مؤسسه فرهنگی هنری نقطه تعریف پخش شد. این آلبوم موسیقی، گزیده‌ای از موسیقی سریال در چشم باد است. علیزاده بر این باور است که این آلبوم، شنونده خاص خودش را دارد.

### فهرست آهنگ‌ها
موسیقی همهٔ ترانه‌ها توسط حسین علیزاده ساخته شده‌است.
| شماره | نام               | مدت  |
| ----- | ----------------- | ---- |
| ۱.    | «پیشواز»          | ۳:۱۰ |
| ۲.    | «خاطره»           | ۲:۱۷ |
| ۳.    | «اشباح»           | ۲:۲۴ |
| ۴.    | «عروس»            | ۳:۳۲ |
| ۵.    | «سیر»             | ۳:۰۹ |
| ۶.    | «وداع»            | ۱:۴۵ |
| ۷.    | «درشکه»           | ۱:۵۶ |
| ۸.    | «ستیز»            | ۱:۲۵ |
| ۹.    | «قصه‌های بابابزرگ» | ۴:۳۷ |
| ۱۰.   | «تاریکی تا نور»   | ۳:۱۸ |
| ۱۱.   | «مضحک»            | ۱:۵۰ |
| ۱۲.   | «شکست»            | ۲:۱۹ |
| ۱۳.   | «قتلگاه»          | ۱:۱۹ |
| ۱۴.   | «بازار»           | ۲:۵۲ |
| ۱۵.   | «رقص اشباح»       | ۴:۳۰ |
| ۱۶.   | «باران»           | ۳:۱۵ |
| ۱۷.   | «پیش‌پرده»         | ۳:۵۴ |
| ۱۸.   | «وداع»            | ۳:۰۳ |
| ۱۹.   | «دیدار»           | ۱:۳۱ |
| ۲۰.   | «سرگشته»          | ۳:۲۳ |
| ۲۱.   | «ترک یار»         | ۱:۵۳ |
| ۲۲.   | «بازار»           | ۲:۲۱ |
| ۲۳.   | «سراب»            | ۳:۵۰ |

## پیوند بیرون
- در چشم باد در بانک اطلاعات اینترنتی فیلم‌ها (IMDb)
- لحظه تحویل سال کودک می‌شوم/مسئولان همراه با طبیعت لباس تفکر نو بر تن کنند.، گفتگو با حسین علیزاده دربارهٔ موسیقی سریال در چشم باد.